# Cordyligaster nyomula
Cordyligaster nyomula là một loài ruồi trong họ Tachinidae.